# C21H19N
化学式C21H19N（摩尔质量：285.37 g/mol）可以指：
- 英曲替林，CAS号：27466-27-9
- 9,9-二甲基-10-苯基-9,10-二氢吖啶，CAS号：717880-39-2
- 1-苯氨基-9,9-二甲基芴，CAS号：1776969-78-8
- 2-苯氨基-9,9-二甲基芴，CAS号：355832-04-1
- 3-苯氨基-9,9-二甲基芴，CAS号：850181-65-6
- 4-苯氨基-9,9-二甲基芴，CAS号：1776969-70-0
- 4-(9,9-二甲基芴-2-基)苯胺，CAS号：1221237-85-9

|  | 这个同类索引页列出了具有相同分子式的化学物（即同分異構體）条目。 除非您是有意链接至本页，否则应将相应条目的内部链接指向正确的条目。 |